# Autoprezentacja
Autoprezentacja – sposób, w jaki każdy człowiek poprzez swoje wypowiedzi, zachowania i sygnały niewerbalne komunikuje na zewnątrz kim jest, albo za kogo chciałby być uważany. Autoprezentacja jest podejmowana również w sytuacjach, które nie przynoszą namacalnych zysków, ale pozwalają budować pozytywną opinię o sobie u innych, dzięki czemu jednostka może kształtować i podtrzymywać swoją pożądaną tożsamość.
Niektórzy autorzy dzielą techniki autoprezentacji na dwie grupy: techniki obronne i asertywno-zdobywcze. Obronne techniki autoprezentacji są zachowaniami, które są ukierunkowane na obronę, ochronę i utrzymanie zaatakowanej lub zagrożonej tożsamości i naszej wartości. Z kolei asertywno-zdobywcze techniki autoprezentacji są zachowaniami ukierunkowanymi na zbudowanie, uzyskanie i utrwalenie nowej tożsamości swojej osoby.
Autoprezentacja to zdolność takiej prezentacji siebie samego, która kształtuje pożądany przez nas obraz. W pracach nad tak sformułowanym wizerunkiem wykorzystywane są elementy wyglądu zewnętrznego, ale także komunikacja niewerbalna (np. minimka twarzy, gesty, proksemika, chronemika), czy werbalna (tembr głosu, jego siła, ton, barwa). Elementy te mają wpływ na ostateczny efekt, w tym pierwsze wrażenie.